# Williamsburg (Brooklyn)
Williamsburg è un quartiere del borough di Brooklyn, all'interno della città di New York. Confina con Greenpoint a nord; Bedford-Stuyvesant a sud; Bushwick, East Williamsburg, e Ridgewood a est; e con Fort Greene e l'East River a ovest. Al censimento del 2010, la popolazione del quartiere era di 32 926 abitanti.
Fin dalla fine degli anni novanta, Williamsburg era sottoposta alla gentrificazione caratterizzata dalla cultura hipster, l'arte contemporanea e la vita notturna vivace. Durante i primi anni 2000, il quartiere divenne un centro dell'indie rock e dell'electroclash e prese il soprannome di "piccola Berlino" (Little Berlin).
Numerosi gruppi etnici abitano le enclavi all'interno del quartiere, tra cui italiani, ebrei, latinos, polacchi, portoricani e dominicani.

## Cultura e stile di vita

### Comunità ebraica
Una caratteristica importante del quartiere è costituita dalla forte presenza di ebrei ultraortodossi chasidici aschenaziti di lingua yiddish, che si trovano soprattutto nella parte a sud del Ponte di Williamsburg. 
Parte dei numerosi ebrei che vivevano nel Lower East Side agli inizi del Novecento decisero di trasferirsi in un'area meno congestionata. Successivamente, a partire dagli anni venti, a loro si aggiunse anche un piccolo contingente di hasidici. Questi ebrei ultra-ortodossi crearono una serie di piccole sale da preghiera ancora abbastanza diffuse oggigiorno nel quartiere.
Durante e successivamente alla seconda guerra mondiale a questi primi arrivati si unirono gli ebrei hasidici del movimento "Satmar" (diffuso in Ungheria e Romania) sopravvissuti all'Olocausto.

### Comunità italo-americana
Una componente significativa della comunità italo-americana del quartiere a North Side proviene dalla città di Nola vicino a Napoli.
I residenti di Nola ogni estate celebrano la "Festa dei Gigli" in onore di San Paolino da Nola che era vescovo di Nola nel V secolo.
Per due settimane ogni estate le strade attorno alla chiesa della Beata Vergine Maria del Monte Carmelo tra Havemeyer e North 8th Street sono dedicate alla celebrazione della cultura italiana.

## Trasporti
Il quartiere è servito dalla metropolitana di New York attraverso diverse stazioni:
- Metropolitan Avenue, Broadway e Flushing Avenue della linea IND Crosstown, dove fermano i treni della linea G;
- Bedford Avenue, Lorimer Street, Graham Avenue e Grand Street della linea BMT Canarsie, dove fermano i treni della linea L;
- Flushing Avenue, Lorimer Street, Hewes Street e Marcy Avenue della linea BMT Jamaica, dove fermano i treni delle linee J, M e Z.